# Paul Despiegelaere
Paul Despiegelaere of Paul Mellow (Gent, 21 februari 1954 – aldaar, 7 september 2013) was een Belgisch zanger, liedjesschrijver, gitarist en muziekproducer.
Hij was de frontman van de groep The Machines met wie hij in 1980 Humo's Rock Rally won. Nadien scoorde de groep hits met Don’t be cruel (1981) en The lies in your eyes (1982). Ze waren het Belgisch antwoord op de nieuwe stromingen binnen de muziek van die periode, namelijk de new wave en de punkrock. Despiegelaere had daarbij een grote bewondering voor The Beatles, wat hij etaleerde als zanger van de covergroep The Apples.
In het buitenland gebruikte hij het pseudoniem Paul Mellow.

## Producer
Tegen het einde van de jaren 80 hielden The Machines het voor bekeken, Despiegelaere zelf werd actief als arrangeur, studiomuzikant en platenproducer. Zo werkte hij samen met de groepen of zangers zoals De Mens, Man X, Kamiel Kafka & Co, The Romans, Pitti Polak, Derek & The Dirt, Red Zebra, Noordkaap, Eden en Mama's Jasje.
In 2003 stond Despiegelaere mede achter de groep X!nk, de Belgische inzending voor het Junior Eurovisiesongfestival.
In 2013 overleed hij na een slepende ziekte.